# Здание пожарного товарищества (Минск)
Здание пожарного товарищества — историческое здание конца XIX века в Минске, памятник архитектуры (номер 711Е000001). Расположен по адресу: улица Городской Вал, дом 12.

## История

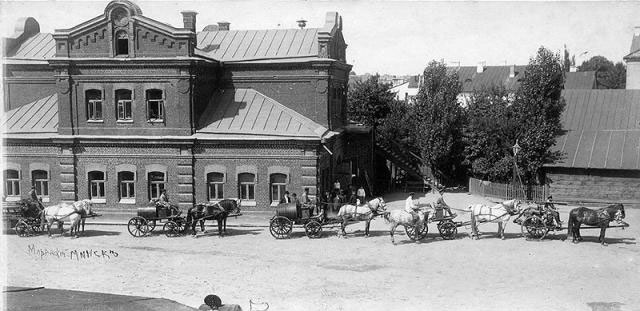
Депо Минского добровольного пожарного общества, 1906 год. Фото Григория Миранского

Здание для Минского добровольного пожарного общества (созданного в 1876 году) построено в 1885 году по проекту художника-архитектора И. Е. Чали-Суриева. Первоначально оно было одноэтажным с мезонином. Собственно депо занимало нижний этаж, а в крестообразном мезонине находилась канцелярия общества и жилые помещения. В начале XX века мансардный этаж расширен до полноценного второго, а после Октябрьской революции надстроен и третий этаж. При реконструкции в 1990-е гг. позднейший третий этаж разобран, а вместо него сооружён мансардный этаж. Здание продолжало использоваться как пожарная часть до 2010-х гг., с 2001 года размещается пожарного и аварийно-спасательного дела МЧС. При реконструкции середины 2010-х гг. восстановлены окна на боковом фасаде на месте ворот, перестроена мансарда, сооружена трёхэтажная пристройка со двора.

## Архитектура
Здание трёхэтажное, неоштукатуренное, в кирпичном стиле. Карнизные пояса расчленяют фасады по горизонтали, лопатки (рустованные на первом этаже) — по вертикали. Оконные проёмы первого этажа широкие, прямоугольные; второго — узкие, лучковые, с обрамлением. Здание венчает многослойный карниз.